# قناة الأمازيغية
قناة الأمازيغية 4 تُعَد هذه القناة الجزائرية الحكومية رابع قناة تابعة للمؤسسة العمومية للتلفزيون، وقد أُسست في عام 2009. تُقدم القناة محتوى ناطق بالأمازيغية بمختلف لهجاتها، بما في ذلك القبائلية، الشاوية، التارقية، الشنوية، والمزابية.

## ⵜⴰⴱⴰⴷⵓⵜ ⵜⴰⵎⴰⵣⵉⵖⵜ 4 (ⴷⵣⴰⵢⵔ)
- https://www.entv.dz/%d8%a7%d9%84%d8%ac%d8%b2%d8%a7%d8%a6%d8%b1%d9%8a%d8%a9-%d8%a7%d9%84%d8%b1%d8%a7%d8%a8%d8%b9%d8%a9-%d8%a7%d9%84%d8%a3%d9%85%d8%a7%d8%b2%d9%8a%d8%ba%d9%8a%d8%a9/

## تاريخ القناة
كان أول ظهور لقناة التلفزيون الجزائري 4، المعروفة أيضًا بالقناة الأمازيغية، في 18 مارس 2009. انطلق بث القناة أرضيًا ليحل محل قناة كنال ألجيري، التي أصبحت تبث فضائيًا فقط منذ ذلك الحين. في عامها الأول، كان وقت البث ست ساعات يوميًا، وفي عام 2010، تمت إضافة ساعتين ليصبح إجمالي البث ثماني ساعات يوميًا. وفي عام 2012، أُضيفت ساعتان إضافيتان، ليصل وقت البث إلى عشر ساعات يوميًا. حاليًا، تبث القناة على مدار الساعة، 24 ساعة يوميًا.

## برامج القناة
تعتمد القناة على شبكة برامجية غنية ومتنوعة تشمل الترفيه، والرياضة، والأخبار، بالإضافة إلى الأفلام والمسلسلات التاريخية الجزائرية.

## تاريخ
تُعَدّ الأمازيغية قناة وطنية عمومية تابعة للمؤسسة العمومية للتلفزيون الجزائري، وتوجه برامجها إلى المجتمع الجزائري المعروف بتنوع أعراقه واختلاف لهجاته. دخلت اللغة الأمازيغية الفضاء الإعلامي للتلفزيون الجزائري في عام 1992، حيث كانت البداية بالهجتين الشاوية والقبائلية، مع تقديم موجز يعقب نشرة الأخبار الواحدة والنشرة الليلية. بعد تجربة دامت سنتين، تم الإبقاء على الموجز عقب نشرة الواحدة فقط.
في 7 يونيو 1996، تم بث أول نشرة أخبار ناطقة باللغة الأمازيغية كفترة زمنية منفردة، حيث كانت مدتها 20 دقيقة في الساعة السادسة مساءً، وكانت هذه المناسبة فرصة لزيادة الفرقة الثالثة الناطقة بالميزابية.
مع نهاية شهر أكتوبر 2005، وبمناسبة إحياء الذكرى الثالثة والأربعين لاسترجاع السيادة على مؤسستي الإذاعة والتلفزيون، انضمت فرقة رابعة، وهي التارقية، إلى النشرات. وفي 28 أكتوبر 2007، انضمت فرقة خامسة وهي الشنوية، ليصبح طاقم الأمازيغية مكونًا من 32 صحفيًا وخمس فرق: الشنوية، الشاوية، القبائلية، الميزابية، والتارقية.
انطلقت فكرة إنشاء قناة ناطقة باللغة الأمازيغية من قرار رئيس الجمهورية السيد عبد العزيز بوتفليقة، الذي أقر دسترة اللغة الأمازيغية كلغة وطنية في خطابه يوم 12 مارس 2002. وقد أكد هذا القرار ضرورة إطلاق قناة ذات بُعد وطني، تُعنى بالمحافظة على الهوية الأمازيغية وتكون همزة وصل مع فئات واسعة من المجتمع الجزائري.
ومنذ تلك اللحظة، بدأ التلفزيون الجزائري في دبلجة بعض الأفلام والمسلسلات والاسكتشات الجزائرية إلى خمس لهجات (الشاوية، الشنوية، القبائلية، الميزابية، والتارقية) استعدادًا لانطلاق بث القناة.
في 18 مارس 2009، انطلق بث القناة الأمازيغية إلى جانب قناة القرآن الكريم، بحضور وزير الإعلام والاتصال ووزير الشؤون الدينية، بالإضافة إلى المدير العام للتلفزيون والمدير العام للإذاعة آنذاك. بدأت القناة الأمازيغية بأرشيف يضم حوالي 500 ساعة من المحتوى المدبلج، وإنتاج 21 برنامجًا من قسم الحصص الخاصة بين أسبوعية ونصف أسبوعية، بالإضافة إلى قسم الإنتاج الذي كان يُنتج حصة يومية و6 حصص بين أسبوعية ونصف أسبوعية.

### مهام القناة الأمازيغية
لا تختلف مهام القناة الأمازيغية عن مهام القناة الأم، حيث تركز بالدرجة الأولى على تقديم خدمة عمومية للمشاهدين. كما أنها تتبع نفس دفتر الشروط، مما يجعلها قناة إعلامية، تثقيفية، وترفيهية (Informer, Éduquer et Distraire).
توجه القناة الأمازيغية برامجها إلى جميع الجزائريين، رغم أنها ناطقة بالأمازيغية، حيث تضم مجموعة متنوعة من البرامج بمختلف اللهجات المتواجدة على التراب الجزائري. من بين هذه البرامج، نجد "التقرقرنتي" (TAGUERGRENT) لسكان منطقة ورجلان بجنوب شرق الجزائر، و"الزناتي" لسكان منطقة تميمون وادي ريغ، و"الشلحي" لسكان منطقة بشار والبيض في الجنوب الغربي، و"السنوسي" لبني سنوس في تلمسان، وغيرها.

### البث
جدير بالذكر أن القناة الأمازيغية بدأت بثها في عام 2009 بمدة ست ساعات يوميًا (من الساعة الخامسة مساءً حتى الساعة الحادية عشر ليلاً). وفي السنة الثانية (2010/2011)، تمت إضافة ساعتين ليصبح البث ثماني ساعات في اليوم (من الساعة الرابعة مساءً حتى الساعة الثانية عشرة ليلاً). وفي السنة الثالثة (2011/2012)، أُضيفت ساعتان إضافيتان ليصل البث إلى عشر ساعات في اليوم (من الساعة الثالثة عصرًا حتى الساعة الواحدة صباحًا).
في 28 أكتوبر 2012، انتقلت القناة إلى البث المتواصل على مدار 24 ساعة.
شهد الهيكل التنظيمي لقناة الأمازيغية تطورًا في الشهور الأولى لانطلاقها، حيث كانت تضم في البداية 43 عاملًا، مقسمين بين موظفين وصحفيين. وبعد حوالي ستة أشهر من انطلاق القناة، تم إعادة هيكلتها وتعزيزها بعناصر جديدة وشابة، لتضم اليوم أكثر من 76 موظفًا يتولون إدارة القناة من الجانبين الإداري والإعلامي.

### المقر
يتواجد مقر القناة الرابعة في المقر الرئيسي للتلفزيون الجزائري، الواقع في 21 شارع الشهداء، ص.ب 184 - المرادية، الجزائر العاصمة.